# Ferdinand von Lüninck

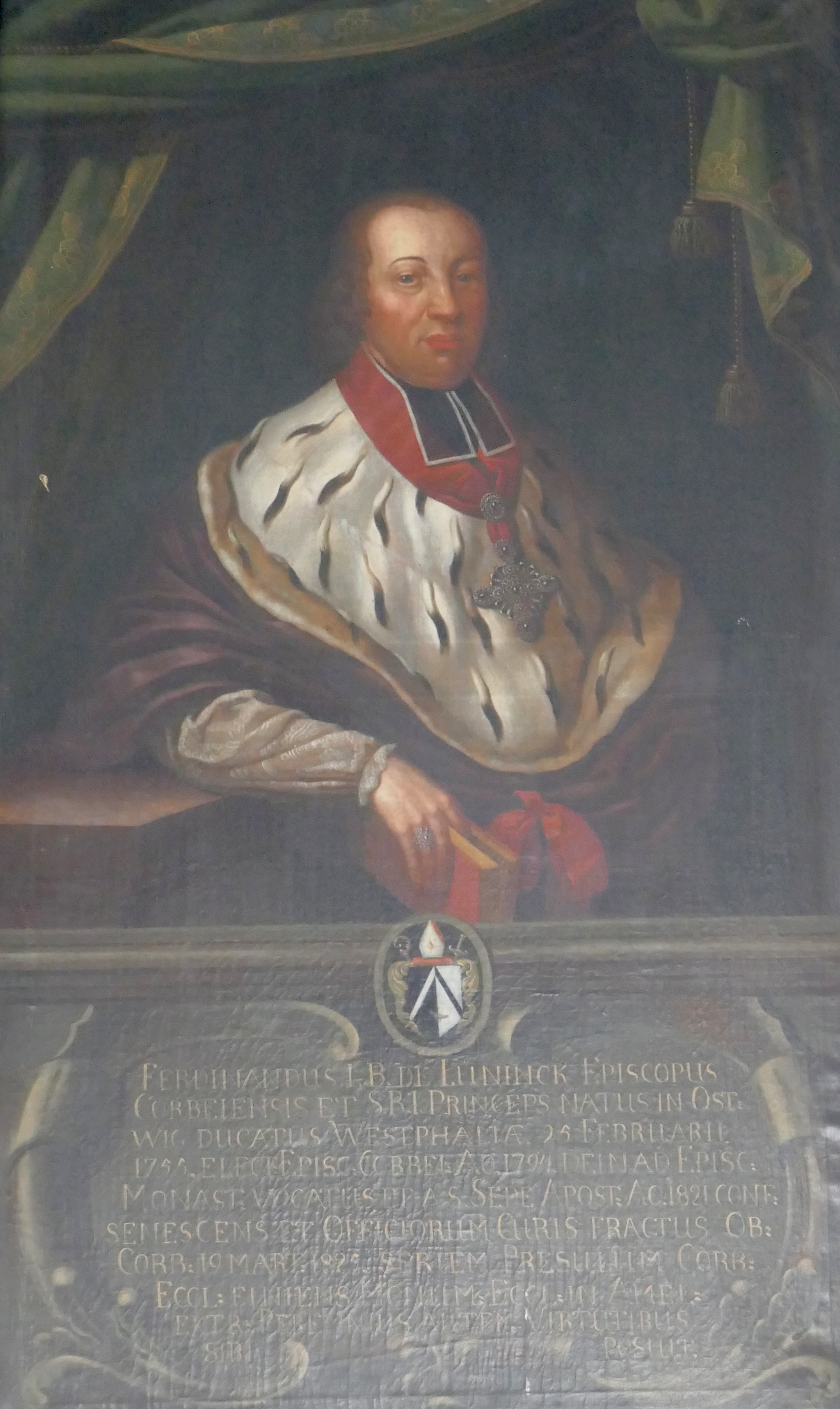
Ferdinand von Lüninck

Freiherr Ferdinand Hermann Maria von Lüninck (* 15. Februar 1755 in Gleuel; † 18. März 1825 in Corvey) war Fürstbischof von Corvey und Bischof von Münster.

## Leben

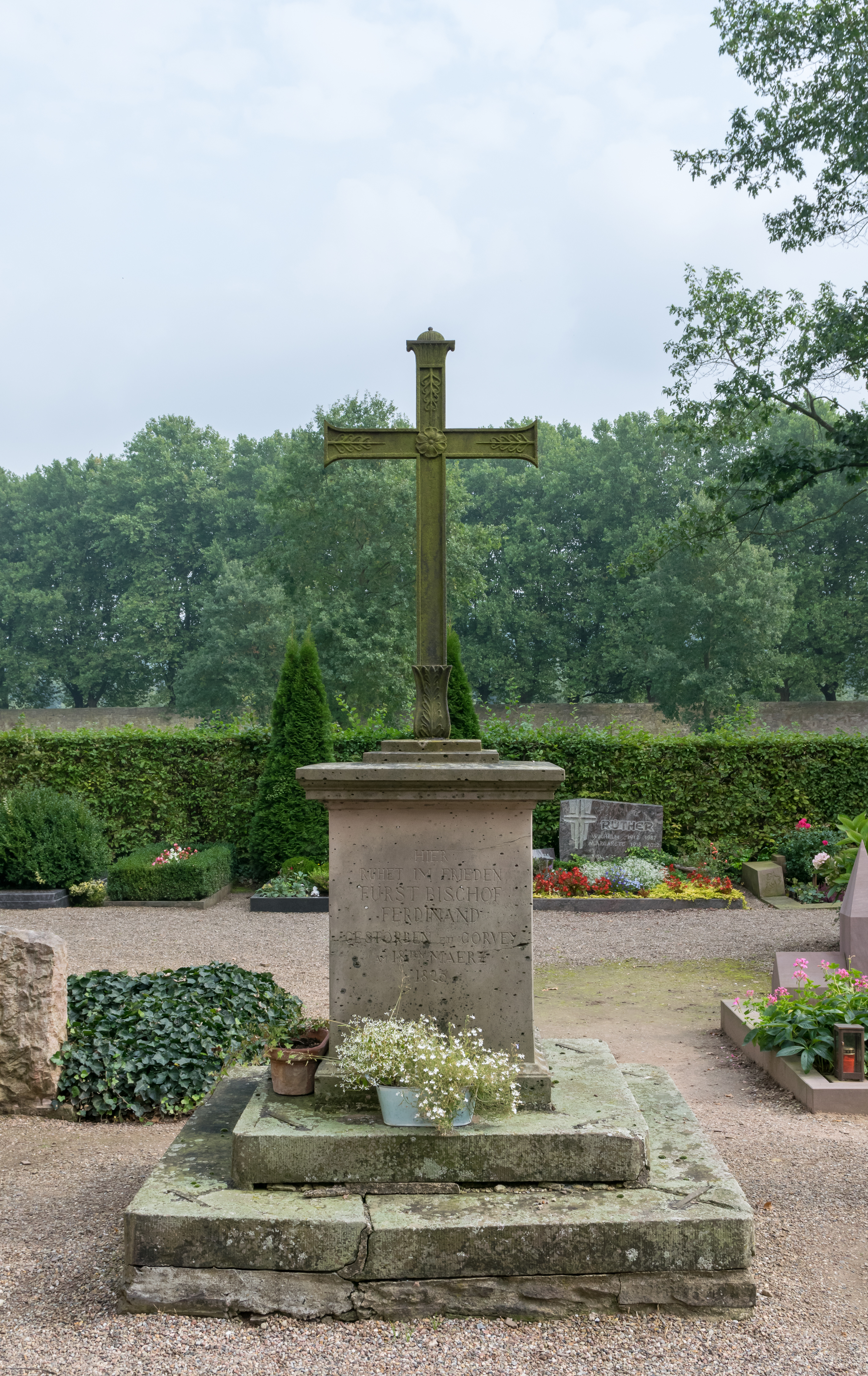
Grab auf dem Friedhof von Corvey

Ferdinand von Lüninck entstammte dem alten niederrheinischen Adelsgeschlecht von Lüninck und war der Sohn des Johann Wilhelm von Lüninck (1716–1784) und dessen Gemahlin Maria–Odilia von Gaugreben (1724–1817). Seine Jugend verbrachte er am Kölner Jesuitenkolleg und am Kurkölnischen Hof, wo er seine Erziehung erhalten hatte. Nach dem Studium der Rechte in Göttingen war er in Wetzlar am Reichskammergericht tätig.
1779 wurde er im Kurfürstentum Köln wirklicher Hof- und Regierungsrat in Bonn. Später auch am Oberappellationsgericht tätig, blieb ein weiterer Aufstieg aus, so dass er sich dem geistlichen Stand zuwandte und 1785 Kleriker wurde. Seit 1791 mit einem Domkanonikat in Münster ausgestattet, absolvierte er sein hierfür vorgesehenes Biennium in Rom, wo er im Auftrag seines Vetters, des Corveyer Abtes Theodor von Brabeck, die Umwandlung von Corvey in ein Bistum vorantrieb und 1792 auch zum Abschluss brachte, wofür er mit einer Stelle als Domizellar im neu errichteten Domkapitel zu Corvey ausgestattet wurde.
Nachdem Brabeck 1794 überraschend verstorben war, wurde Ferdinand von Lüninck am 16. Dezember 1794 zum zweiten Bischof von Corvey gewählt und am 1. Juni 1795 durch den Papst bestätigt. Erst danach wurde er am 6. August 1795 in Hildesheim zum Priester geweiht. Am 6. September 1795 empfing er durch den Erzbischof von Köln, Maximilian Franz von Österreich, in Münster die Bischofsweihe.
Nach der Säkularisation Corveys hielt Lüninck sich zeitweise in Münster und Kassel auf und wurde nach der Übernahme des Hochstifts Münster durch Preußen zeitweise auch als Bischof für Münster gehandelt. Am 28. August 1820 sprach Papst Pius VII. die Translation nach Münster aus, wo er jedoch erst am 7. Juli 1821 inthronisiert wurde. Auf eigenen Wunsch verwaltete er auch sein ehemaliges Bistum Corvey weiter, doch war ihm keine lange Amtstätigkeit mehr beschieden. Bereits im Herbst 1821 veranlasste ihn eine Erkrankung, welche später zu einer vollkommenen geistigen Zerrüttung führte, zur Rückkehr nach Corvey, wo er vier Jahre später verstarb und beigesetzt wurde.

## Stiftung
1818 stiftete Ferdinand von Lüninck den Bau der katholischen Pfarrkirche St. Peter und Paul in Amelunxen, die er mit dem Inventar der säkularisierten Minoritenkirche in Höxter ausstatten ließ.